# Saana
Ne pas confondre avec Sanaa, au Yémen
Le mont Saana (ou Saanatunturi) est un sommet des Alpes scandinaves situé en Finlande, à l'extrême nord-ouest du pays.
Il domine de plus de 500 mètres le petit village frontière de Kilpisjärvi, sur la commune d'Enontekiö. Sa forme particulière en fait un des sommets les plus connus de Finlande. Son altitude est de 1 029 mètres, un des rares sommets isolés de Finlande dépassant les 1 000 mètres. Il est coiffé d'une antenne de radio-télévision qui utilise cette position privilégiée.
Le sentier qui mène au sommet depuis le village est long de 4 kilomètres.